# Positivt tilt
Positivt tilt er et fænomen inden for ludomani, hvor på individet eller spilleren udsættes for et serotonin- og dopaminoverskud i hjernen. Det fremgår, at individet bliver såkaldt "slørret" af følelsen af lykke eller gevinst. Dette kan fx inden for pokerverdenen resultere i dårligere taget beslutninger og irrationel tænkning.
Som et tilhør til en person, der har positivt tilt, er disse typiske indikatorer:
- Personen snakker meget. Ofte om nyligt vundne gevinster.
- Personen har en højlydt vokal og kan overgå sin egen storhed når personen har vundet.
- Personen er hyperglad, dvs. overreagerer, er hyperaktiv og går amok over sine vundne gevinster.